# Andrée Deflassieux-Fitremann
Andrée Deflassieux-Fitremann, née le 1er mai 1889 à Nantes et morte le 13 septembre 1967 à Langrune-sur-Mer, est une écrivaine française.
Mythographe, elle écrivit de nombreux livres destinés à apprendre aux enfants et adolescents la mythologie grecque et latine, ouvrages publiés dans les années 1950 et 1960. , tel que : Quand les dieux jouent avec les hommes, les Enfants de Jupiter, Alexandre le Grand, Le grand voyage du petit Ascagne, Caius et Tiberius.

## Biographie
Fille et petite-fille de polytechniciens, elle est née, comme son frère Paul Fitremann, à Nantes, où son père, Henri Fitremann, était professeur de physique-chimie.

## Œuvres
- Alexandre le Grand (illustrations de Henri Dimpre, textes revus par Geneviève Deflassieux), éditions F. Lanore, Paris, [date de publication inconnue], 63 p.
- Le Grand Voyage du petit Ascagne, d'après l'Énéide (illustrations de M. Ducourant), éditions F. Lanore, Paris, 1959, 64 p.
- Les Enfants de Jupiter (illustrations de Janine Radelet), éditions F. Lanore, Paris, [date de publication inconnue], 64 p.
- Les Contes de la Table ronde (illustrations de Mixi-Bérel), éditions Larousse, Paris, 1955, 2 volumes de pagination inconnue :
  1. Merlin l'Enchanteur. Lancelot du Lac.
  2. Lancelot chevalier. Perceval et le Saint Graal.
- Caius et Tiberius, vie à Rome à la fin de la République (illustrations de M. Ducourant), éditions F. Lanore, Paris, 1958, 64 p.
- Quand les dieux jouent avec les hommes (illustrations de Henri Dimpre, textes revus par Geneviève Deflassieux), éditions F. Lanore, Paris, 1962, 64 p.
- Théarès le petit Athénien (illustrations de Pierre Rousseau), éditions F. Lanore, Paris, 1963, 64 p. – L'auteur est désignée par erreur, sur la couverture, sous le nom de « A. Deflassieux-Titremann ».
- Vers la Toison d'or (illustrations de Janine Radelet), éditions F. Lanore, Paris, 1964, 63 p.